# Чишминська сільська рада (Чишминський район)
Чишми́нська сільська рада (рос. Чишминский сельский совет) — муніципальне утворення у складі Чишминського району Башкортостану, Росія. Адміністративний центр — село Чишми.

## Населення
Населення — 1955 осіб (2019, 2712 у 2010, 2640 у 2002).

## Склад
До складу поселення входять такі населені пункти:
| Населений пункт          | Населення, осіб (2002) | Населення, осіб (2010) |
| ------------------------ | ---------------------- | ---------------------- |
| Ігнатовка, присілок      | 324                    | 364                    |
| Ісаковка, присілок       | 13                     | 8                      |
| Кучумово, присілок       | 157                    | 116                    |
| Нижньохозятово, присілок | 244                    | 246                    |
| Новосафарово, село       | 162                    | 172                    |
| Чишми, село              | 1740                   | 1806                   |